# Zona de confort
La zona de confort és un estat de comportament en el qual la persona opera a una condició d'«ansietat neutral», utilitzant una sèrie de comportaments per aconseguir un nivell constant de rendiment sense sentit del risc (White 2009).
En psicologia la zona de confort designa un estat mental en què l'individu roman passiu davant els successos que experimenta al llarg de la seva vida, desenvolupant una rutina sense sobresalts ni riscos, però també sense incentius. Això pot causar dificultats psicològiques tals com apatia i, en casos greus, depressió, si bé aquesta última malaltia no pot ser explicada simplement pels símptomes relacionats amb la zona de confort.
També es defineix com a zona de confort cada un dels llocs o situacions on un individu se sent segur, on no hi ha cap risc, ja sigui a la seva llar o llocs que la seva ment interpreta com a potencialment de baix de risc. Això causa en la persona una dependència a certs llocs i no li permet conèixer altres escenaris productius per a la vida.